# OFC Champions League 2016
De OFC Champions League 2016 was de 15e editie van de OFC Champions League, een jaarlijks voetbaltoernooi voor clubs uit Oceanië, georganiseerd door de Oceania Football Confederation (OFC). Auckland City won het toernooi door in de finale Team Wellington met 3–0 te verslaan. Hiermee plaatste zij zich voor het WK voor clubs 2016.

## Algemene info

### Deelnemers per land
In totaal namen vijftien teams uit elf landen deel aan deze editie van de OFC Champions League.
Hieronder de verdeling van de plaatsen:
- Van Nieuw-Zeeland, Fiji, Nieuw-Caledonië en Papoea Nieuw-Guinea (de vier beste landen in de vorige editie) kwalificeerden zich acht teams voor het hoofdtoernooi.
- Van de Salomonseilanden, Tahiti en Vanuatu kwalificeerden zich drie teams voor het hoofdtoernooi.
- Van Amerikaans-Samoa, de Cookeilanden, Samoa en Tonga kwalificeerden zich vier teams voor de voorronde.

### Data
De loting voor het toernooi vond plaats in het OFC-hoofdkantoor te Auckland City, Nieuw-Zeeland.
| Fase          | Ronde          | Datum loting     | Wedstrijd        |
| ------------- | -------------- | ---------------- | ---------------- |
| Voorronde     | Wedstrijddag 1 | 16 november 2015 | 26 januari 2016  |
| Voorronde     | Wedstrijddag 2 | 16 november 2015 | 28 januari 2016  |
| Voorronde     | Wedstrijddag 3 | 16 november 2015 | 30 januari 2016  |
| Groepsfase    | Wedstrijddag 1 | 16 november 2015 | 8-10 april 2016  |
| Groepsfase    | Wedstrijddag 2 | 16 november 2015 | 11-13 april 2016 |
| Groepsfase    | Wedstrijddag 3 | 16 november 2015 | 15-17 april 2016 |
| Knock-outfase | Halve finales  | 16 november 2015 | 20 april 2016    |
| Knock-outfase | Finale         | 16 november 2015 | 23 april 2016    |

## Teams
Onderstaande tabel geeft alle deelnemers aan deze editie weer, toont in welke ronde de club van start ging en op welke manier de clubs zich hebben gekwalificeerd.
| Groepsfase (11+1)    | Groepsfase (11+1)               | Groepsfase (11+1)    | Groepsfase (11+1)    | Groepsfase (11+1) | Groepsfase (11+1) |
| -------------------- | ------------------------------- | -------------------- | -------------------- | ----------------- | ----------------- |
| Auckland City FC     | Kampioen + eerste in competitie | Lae City Dwellers FC | Kampioen             |                   |                   |
| Team Wellington FC   | Tweede in competitie            | PRK Hekari United FC | Eerste in competitie |                   |                   |
| Nadi FA              | Kampioen                        | Solomon Warriors FC  | Kampioen             |                   |                   |
| Suva FA              | Nummer 2                        | AS Tefana            | Kampioen             |                   |                   |
| AS Magenta           | Kampioen 2014                   | Amicale FC           | Kampioen             |                   |                   |
| AS Lössi             | Nummer 2 2014                   |                      |                      |                   |                   |
| Voorronde (4)        |                                 |                      |                      |                   |                   |
| Utulei Youth         | Kampioen 2014                   | Kiwi FC              | Kampioen 2013/14     |                   |                   |
| Tupapa Maraerenga FC | Kampioen 2014                   | Veitongo FC          | Kampioen             |                   |                   |

## Voorronde
In de voorronde speelden vier clubs een minicompetitie. De winnaar kwalificeerde zich voor het hoofdtoernooi. De wedstrijden werden gespeeld op 26, 28 en 30 januari 2016 in Matavera op Rarotonga op de Cookeilanden.
Indien meerdere clubs met een gelijk aantal punten eindigden, was het doelsaldo doorslaggevend. Was dat ook gelijk, dan werd er gekeken naar het aantal gemaakte doelpunten. Indien er dan nog geen beslissing was, werd er gekeken naar het onderlinge resultaat (eerst keek men naar de onderling behaalde punten, dan naar het onderlinge doelsaldo en onderling gemaakte doelpunten). Was dat nog niet doorslaggevend, dan zou er worden geloot.
| Nr. | Club                 | Wedstrijden | Wedstrijden | Wedstrijden | Wedstrijden | Doelpunten | Doelpunten | Doelpunten | Punten |
| --- | -------------------- | ----------- | ----------- | ----------- | ----------- | ---------- | ---------- | ---------- | ------ |
| Nr. | Club                 | WG          | W           | G           | V           | DV         | DT         | Saldo      | Punten |
| 1   | Kiwi FC              | 3           | 3           | 0           | 0           | 15         | 4          | +11        | 9      |
| 2   | Tupapa Maraerenga FC | 3           | 2           | 0           | 1           | 17         | 3          | +14        | 6      |
| 3   | Utulei Youth         | 3           | 1           | 0           | 2           | 6          | 17         | –11        | 3      |
| 4   | Veitongo FC          | 3           | 0           | 0           | 3           | 3          | 17         | –14        | 0      |

| Tegenstander → | Kiwi  | Tupapa | Utulei | Veitongo |
| Ploeg ↓        | Kiwi  | Tupapa | Utulei | Veitongo |
| -------------- | ----- | ------ | ------ | -------- |
| Kiwi           |       | 2 – 1  | 6 – 2  | 7 – 1    |
| Tupapa M.      | 1 – 2 |        | 9 – 1  | 7 – 0    |
| Utulei Youth   | 2 – 6 | 1 – 9  |        | 3 – 2    |
| Veitongo       | 1 – 7 | 0 – 7  | 2 – 3  |          |

|                                    |                       |                                   |                                                              |                                                                                  |
| 26 januari 2016 14:30 uur (UTC−10) | Utulei Youth          | 2 – 6                             | Kiwi FC                                                      | CIFA Academy Field, Matavera Scheidsrechter: Anna-Marie Keighley (Nieuw-Zeeland) |
| 26 januari 2016 14:30 uur (UTC−10) | Collins 8' Tomasi 76' | Verslag (OFC) Verslag (Soccerway) | 32' Saofaiga 34' (pen.), 40', 90+1' Mosquera 75', 77' Packer | CIFA Academy Field, Matavera Scheidsrechter: Anna-Marie Keighley (Nieuw-Zeeland) |

|                                    |             |                                   |                                                                             |                                                                      |
| 26 januari 2016 17:00 uur (UTC−10) | Veitongo FC | 0 – 7                             | Tupapa Maraerenga FC                                                        | CIFA Academy Field, Matavera Scheidsrechter: Averii Jacques (Tahiti) |
| 26 januari 2016 17:00 uur (UTC−10) |             | Verslag (OFC) Verslag (Soccerway) | 7' (pen.), 13' (pen.), 42' Colligan 31', 70' Simiona 60' Samuela 90+1' Tiro | CIFA Academy Field, Matavera Scheidsrechter: Averii Jacques (Tahiti) |

|                                    |                                 |                                  |                              |                                                                       |
| 28 januari 2016 14:30 uur (UTC−10) | Utulei Youth                    | 3 – 2                            | Veitongo FC                  | CIFA Academy Field, Matavera Scheidsrechter: Robinson Banga (Vanuatu) |
| 28 januari 2016 14:30 uur (UTC−10) | Kang 13' Samuelu 34' Siligi 84' | Verslag (OFC) Verslag (Soccerway | 39' Polovili 74' (pen.) Uele | CIFA Academy Field, Matavera Scheidsrechter: Robinson Banga (Vanuatu) |

|                                    |                      |                                   |                           |                                                                             |
| 28 januari 2016 17:00 uur (UTC−10) | Tupapa Maraerenga FC | 1 – 2                             | Kiwi FC                   | CIFA Academy Field, Matavera Scheidsrechter: Nelson Sogo (Salomonseilanden) |
| 28 januari 2016 17:00 uur (UTC−10) | 75' Simiona          | Verslag (OFC) Verslag (Soccerway) | Saofaiga 38' Mosquera 65' | CIFA Academy Field, Matavera Scheidsrechter: Nelson Sogo (Salomonseilanden) |

|                                    |                                                                            |                                   |              |                                                                      |
| 30 januari 2016 14:30 uur (UTC−10) | Tupapa Maraerenga FC                                                       | 9 – 1                             | Utulei Youth | CIFA Academy Field, Matavera Scheidsrechter: Averii Jacques (Tahiti) |
| 30 januari 2016 14:30 uur (UTC−10) | Colligan 16' Ruka 30' Best 44', 57', 59' Karika 74', 88', 90+5' Harmon 90' | Verslag (OFC) Verslag (Soccerway) | 62' Siligi   | CIFA Academy Field, Matavera Scheidsrechter: Averii Jacques (Tahiti) |

|                                    |                                                             |                                   |              |                                                                                  |
| 30 januari 2016 17:00 uur (UTC−10) | Kiwi FC                                                     | 7 – 1                             | Veitongo FC  | CIFA Academy Field, Matavera Scheidsrechter: Anna-Marie Keighley (Nieuw-Zeeland) |
| 30 januari 2016 17:00 uur (UTC−10) | Mason 25', 68', 90+4' Blackburn 31', 64', 90' Sutcliffe 48' | Verslag (OFC) Verslag (Soccerway) | 23' Polovili | CIFA Academy Field, Matavera Scheidsrechter: Anna-Marie Keighley (Nieuw-Zeeland) |

## Groepsfase
In de groepsfase speelde de winnaar van de voorronde plus elf direct geplaatste clubs in drie groepen van vier clubs een minicompetitie. De groepswinnaars en de beste nummer twee kwalificeerden zich voor de halve finales. De wedstrijden werden tussen 8 en 17 april gespeeld in Nieuw-Zeeland.
Als meerdere clubs met een gelijk aantal punten eindigen dan is het doelsaldo doorslaggevend. Is dat ook gelijk, dan wordt er gekeken naar het aantal gemaakte doelpunten. Indien er dan nog geen beslissing is, wordt er gekeken naar het onderlinge resultaat (eerst kijkt men naar de onderling behaalde punten, dan naar het onderlinge doelsaldo en onderling gemaakte doelpunten). Is dat nog niet doorslaggevend, dan zal er worden geloot.

#### Potindeling
De loting vond plaats op 16 november 2015. De twaalf teams kwamen in vier potten terecht, die waren bepaald op basis van de resultaten van de vertegenwoordiger(s) van hun land in de vorige editie. Teams uit hetzelfde land konden niet tegen elkaar loten. De winnaar van de voorronde (hieronder cursief aangegeven) was nog niet bekend ten tijde van de loting.
| Pot 1               | Pot 1 |
| Team                |       |
| ------------------- | ----- |
| Auckland City FC TH |       |
| Team Wellington FC  |       |
| Nadi FA             |       |

| Pot 2                | Pot 2 |
| Team                 |       |
| -------------------- | ----- |
| AS Magenta           |       |
| PRK Hekari United FC |       |
| Amicale FC           |       |

| Pot 3               | Pot 3 |
| Team                |       |
| ------------------- | ----- |
| Suva FA             |       |
| AS Tefana           |       |
| Solomon Warriors FC |       |

| Pot 4                | Pot 4 |
| Team                 |       |
| -------------------- | ----- |
| AS Lössi             |       |
| Lae City Dwellers FC |       |
| Kiwi FC              |       |

### Groep A
| Nr. | Club                 | Wedstrijden | Wedstrijden | Wedstrijden | Wedstrijden | Doelpunten | Doelpunten | Doelpunten | Punten |
| --- | -------------------- | ----------- | ----------- | ----------- | ----------- | ---------- | ---------- | ---------- | ------ |
| Nr. | Club                 | WG          | W           | G           | V           | DV         | DT         | Saldo      | Punten |
| 1   | Auckland City FC     | 3           | 3           | 0           | 0           | 9          | 2          | +7         | 9      |
| 2   | Amicale FC           | 3           | 2           | 0           | 1           | 7          | 3          | +4         | 6      |
| 3   | Solomon Warriors FC  | 3           | 1           | 0           | 2           | 5          | 11         | –6         | 3      |
| 4   | Lae City Dwellers FC | 3           | 0           | 0           | 3           | 5          | 10         | –5         | 0      |

| Tegenstander → | Auckland | Amicale | SWFC  | Lae   |
| Ploeg ↓        | Auckland | Amicale | SWFC  | Lae   |
| -------------- | -------- | ------- | ----- | ----- |
| Auckland City  |          | 3 – 1   | 4 – 0 | 2 – 1 |
| Amicale        | 1 – 3    |         | 3 – 0 | 3 – 0 |
| Sol. Warriors  | 0 – 4    | 0 – 3   |       | 5 – 4 |
| Lae City       | 1 – 2    | 0 – 3   | 4 – 5 |       |

### Groep B
| Nr. | Club                 | Wedstrijden | Wedstrijden | Wedstrijden | Wedstrijden | Doelpunten | Doelpunten | Doelpunten | Punten |
| --- | -------------------- | ----------- | ----------- | ----------- | ----------- | ---------- | ---------- | ---------- | ------ |
| Nr. | Club                 | WG          | W           | G           | V           | DV         | DT         | Saldo      | Punten |
| 1   | Team Wellington FC   | 3           | 3           | 0           | 0           | 8          | 1          | +7         | 9      |
| 2   | PRK Hekari United FC | 3           | 2           | 0           | 1           | 8          | 5          | +3         | 6      |
| 3   | Suva FA              | 3           | 2           | 0           | 1           | 3          | 6          | –3         | 3      |
| 4   | AS Lössi             | 3           | 0           | 0           | 3           | 3          | 10         | –7         | 0      |

| Tegenstander → | TWFC  | Hekari | Suva  | Lössi |
| Ploeg ↓        | TWFC  | Hekari | Suva  | Lössi |
| -------------- | ----- | ------ | ----- | ----- |
| Wellington     |       | 4 – 0  | 2 – 0 | 2 – 1 |
| Hekari United  | 0 – 4 |        | 3 – 0 | 5 – 1 |
| Suva           | 0 – 2 | 0 – 3  |       | 3 – 1 |
| Lössi          | 1 – 2 | 1 – 5  | 1 – 3 |       |

### Groep C
| Nr. | Club       | Wedstrijden | Wedstrijden | Wedstrijden | Wedstrijden | Doelpunten | Doelpunten | Doelpunten | Punten |
| --- | ---------- | ----------- | ----------- | ----------- | ----------- | ---------- | ---------- | ---------- | ------ |
| Nr. | Club       | WG          | W           | G           | V           | DV         | DT         | Saldo      | Punten |
| 1   | AS Magenta | 3           | 3           | 0           | 0           | 9          | 2          | +7         | 9      |
| 2   | AS Tefana  | 3           | 2           | 0           | 1           | 15         | 5          | +10        | 6      |
| 3   | Nadi FA    | 3           | 1           | 0           | 2           | 5          | 12         | –7         | 3      |
| 4   | Kiwi FC    | 3           | 0           | 0           | 3           | 3          | 13         | –10        | 0      |

| Tegenstander → | Magenta | Tefana | Nadi  | Kiwi  |
| Ploeg ↓        | Magenta | Tefana | Nadi  | Kiwi  |
| -------------- | ------- | ------ | ----- | ----- |
| Magenta        |         | 4 – 2  | 3 – 0 | 2 – 0 |
| Tefana         | 2 – 4   |        | 6 – 1 | 7 – 0 |
| Nadi           | 0 – 3   | 1 – 6  |       | 4 – 3 |
| Kiwi           | 0 – 2   | 0 – 7  | 3 – 4 |       |

### Beste nummer twee
Samen met de groepswinnaars plaatste de beste nummer twee zich ook voor de knock-outfase.
| Team                     | WG | W | G | V | DV | DT | DS  | Pnt. |
| ------------------------ | -- | - | - | - | -- | -- | --- | ---- |
| AS Tefana (C)            | 3  | 2 | 0 | 1 | 15 | 5  | +10 | 6    |
| Amicale FC (A)           | 3  | 2 | 0 | 1 | 7  | 3  | +4  | 6    |
| PRK Hekari United FC (B) | 3  | 2 | 0 | 1 | 8  | 5  | +3  | 6    |

## Knock-outfase
De vier geplaatste ploegen speelden in de knock-outfase om de titel. De wedstrijden werden gespeeld op 20 april (halve finales) en 23 april (finale) in Nieuw-Zeeland.

### Wedstrijdschema
|  | Halve finales | Halve finales | Halve finales   |   |                 | Finale        | Finale | Finale |
|  |               |               |                 |   |                 |               |        |        |
|  | A1            | Auckland City | 4               |   |                 |               |        |        |
|  | C2            | AS Tefana     | 2               |   |                 |               |        |        |
|  | C2            | AS Tefana     | 2               |   | A1              | Auckland City | 3      |        |
|  |               |               |                 |   | A1              | Auckland City | 3      |        |
|  |               | B1            | Team Wellington | 0 |                 |               |        |        |
|  | B1            | B1            | Team Wellington | 0 | Team Wellington | 2             |        |        |
|  | B1            |               |                 |   | Team Wellington | 2             |        |        |
|  | C1            | AS Magenta    | 0               |   |                 |               |        |        |

### Halve finales
De wedstrijden werden gespeeld op 20 april 2016.
|                                  |                                  |                     |                     | |
| 20 april 2016 12:00 uur (UTC+12) | Auckland City FC                 | 4 – 2               | AS Tefana           | North Harbour Stadium, North Shore City, Auckland Toeschouwers: 400 Scheidsrechter: Salesh Chand (Fiji) |
| 20 april 2016 12:00 uur (UTC+12) | Lea'alafa 6', 22' Lewis 24', 44' | Verslag (Soccerway) | 9' Keck 85' Tinorua | North Harbour Stadium, North Shore City, Auckland Toeschouwers: 400 Scheidsrechter: Salesh Chand (Fiji) |

|                                  |                         |                     |            | |
| 20 april 2016 15:30 uur (UTC+12) | Team Wellington FC      | 2 – 0               | AS Magenta | North Harbour Stadium, North Shore City, Auckland Toeschouwers: 200 Scheidsrechter: Kader Zitouni (Tahiti) |
| 20 april 2016 15:30 uur (UTC+12) | Jackson 74' (pen.), 76' | Verslag (Soccerway) |            | North Harbour Stadium, North Shore City, Auckland Toeschouwers: 200 Scheidsrechter: Kader Zitouni (Tahiti) |

### Finale
De finale werd gespeeld op 23 april 2016. Net als in het voorgaande seizoen stonden Auckland City en Team Wellington tegenover elkaar. Voor Wellington was dit hun tweede finale. Auckland City stond voor de zesde maal op rij en voor de achtste keer in totaal in de finale. Evenals de voorgaande edities wist men deze ook te winnen en zo hun achtste titel binnen te slepen.
|                                  |                             |                     |                    |                                                                                           |
| 23 april 2016 14:00 uur (UTC+12) | Auckland City FC            | 3 – 0               | Team Wellington FC | North Harbour Stadium, North Shore City, Auckland Scheidsrechter: Averii Jacques (Tahiti) |
| 23 april 2016 14:00 uur (UTC+12) | Lea'alafa 1', 84' Lewis 67' | Verslag (Soccerway) |                    | North Harbour Stadium, North Shore City, Auckland Scheidsrechter: Averii Jacques (Tahiti) |

| Winnaar OFC Champions League 2016 |
| --------------------------------- |
| Auckland City FC 8e titel         |